# 코타르 증후군
코타르 증후군(Cotard's syndrome) 또는 걷는 시체 증후군(Walking Corpse syndrome)은 매우 희귀한 정신 질환으로, 환자는 자신이 죽었거나, 존재하지 않거나, 부패 중이거나, 혈액 전체 또는 중요 내부 장기(예를 들어 심장)를 잃어버렸다고 믿게 된다. 환자 중 또 희귀한 경우에서는 자신이 불멸의 존재라고 믿기도 한다.

## 역사
이 증후군은 처음 증세를 발견하고 기록한 프랑스 신경학자 쥘 코타르(1840-1889)의 이름을 따 지어졌다. 그는 이 증후군을 1880년 파리에서의 강의에서 "부정 망상증" (le délire de négation)이라고 불렀다. 그는 이 증후군을 경미한 정도에서 심각한 정도까지 나누어 설명하였는데, 좌절과 자기 혐오가 경미한 정도의 특징으로 서술되어있다.
이 강의에서 코타르는 마드모아젤 X라는 가명의 환자를 설명하였는데, 그는 신, 악마는 물론 자기 신체의 여러 부위, 그리고 식사의 필요성을 부정하였다. 시간이 지나 그는 자신이 영원히 저주받은 몸으로, 자연스러운 죽음을 맞이할 수 없다고 믿게 되었다. 그는 결국 굶어죽었다.

## 증상과 징후
영과 리프헤드는 1996년 오토바이 사고로 뇌 손상을 겪은 환자에서 나타난 코타르 증후군을 서술한 바 있다.
[환자의] 증상은 비현실적인 느낌, 그리고 자신의 죽음에 대한 믿음으로부터 시작했다. 1990년 1월, 에든러버의 한 병원에서 퇴원한 후, 그는 어머니를 따라 남아프리카로 갔다. 그는 그가 지옥에 갔다고 믿었으며(그곳의 더위가 더욱 신빙성을 더해주었다), 사인은 패혈증(회복 초기에 겪은 바가 있음)이나 AIDS (잡지 The Scotsman에서 AIDS 환자가 패혈증으로 죽은 사연을 읽었다고 한다), 혹은 황열(yellow fever)이리라 생각했다. 그는 "어머니의 영혼을 빌려 지옥 구경을 하고 있다"고 생각했으며, 몸은 스코틀랜드에 잠들어있다고 생각했다.

## 병태 생리
신경학적으로, 코타르 증후군은 카그라스 증후군(Capgras delusion)과 깊은 관련이 있는 것으로 추측되며, 두 질환 다 얼굴을 인식하는 뇌의 영역 (방추얼굴영역 (fusiform face area))과, 인식한 정보와 감정을 연결하는 영역 (편도와 다른 변연계 구조) 사이의 연결이 끊어져 생긴다고 추측하고 있다. 이 때문에 환자가 보는 얼굴이 그 사람의 것이라는 인식이 생기지 않고, 친밀감 등의 부가적인 감정도 생기지 않는 것이다. 만약 아는 사람의 얼굴이라면, 그것을 가짜가 변장한 것이라고 생각할 수 있으며 (카그라스 증후군의 경우), 어떤 경우 자신의 얼굴을 봐도 자아 존재의 인식으로 연결되지 않아, 자신이 존재하지 않는다는 생각을 하게 되는 것이다.
코타르 증후군은 조현병과 양극성 장애 같은 정신병에서 1차적으로 발견된다. 또, 신경계 질환이나 정신 질환의 바탕에서 발생할 수 있으며, 특히 우울증과 비현실감과 관련을 보인다. 편두통과도 연관이 있다는 연구 결과가 있다.
코타르 증후군은 아시클로버의 부작용으로 보고된 바 있다. 이 증상은 아시클로버의 대사 산물 CMMG의 높은 혈청 농도와 유의한 관련이 있었다. 콩팥 기능이 떨어진 환자는 약 배출이 잘 되지 않아 투약량을 줄여도 위험군에 속하였다. 한 인용문에 따르면, 투석을 행한 결과 몇 시간 내 망상이 사라졌다. 이는 이 증후군이 항상 정신병동 치료가 필요한 것이 아님을 시사한다.

## 치료
치료는 매우 어려워, 삼환계항우울제와 선택세로토닌재흡수억제제(selective serotonin reuptake inhibitor, SSRI) 등은 효능을 거의 보이지 않았다. 항우울제 치료는 다른 약들과 병용 치료할 경우 어느 정도 효과가 있을 것으로 보인다. 전기충격요법은 치료 효과를 보인 케이스가 다섯 건이 보고 되어, 어느 정도 유망한 치료법으로 보인다. 변증법적 행동 치료(dialectical behavior therapy)나 다른 대화 치료 역시 효과가 꽤 있을 것으로 추측되는 데, 이는 이 증후군이 생물학적인 요인과 함께 인지적, 언어적, 지적 장애적인 면이 있다는 것을 보여준다.

## 대중 문화에서의 코타르 증후군
- 미국 의학 드라마 스크럽(Scrubs)의 에피소드 "My Lucky Charm"에는 코타르 증후군 환자가 등장한다.
- 찰리 코프먼 감독의 영화 시네도키, 뉴욕 (Synecdoche, New York)의 주인공의 성은 코타드 (코타르의 영어 발음)로, 죽음에 대한 강박적 불안감을 보인다.
- "Walking Corpse Syndrome"은 미국에서 활동하는 고딕 메탈 밴드의 이름이기도 하다.[6]
- 미국 NBC 드라마 한니발의 에피소드 'Buffet Froid'에서 코타르 증후군 환자가 등장한다.
- 한국 OCN 드라마 신의 퀴즈 4에서 코타르 증후군 환자가 범죄자로 등장한다.

## 같이 보기
- 카그라스 증후군
- 프레골리 증후군
- 거울망상증
- 안면인식장애
- 이인증성 장애